# Nederlands referendum over de Associatieovereenkomst tussen de Europese Unie en Oekraïne
Het referendum over de Associatieovereenkomst tussen de Europese Unie en Oekraïne was een nationaal raadgevend referendum over goedkeuring door Nederland van de Associatieovereenkomst tussen de Europese Unie, Euratom, hun 28 lidstaten en Oekraïne.
Het referendum vond plaats in Nederland op 6 april 2016. Het was het eerste referendum onder de op 1 juli 2015 aangenomen Wet raadgevend referendum. Actiegroep GeenPeil - een samenwerkingsverband tussen de website GeenStijl, het Burgercomité EU en het Forum voor Democratie - voerde actie om de benodigde verzoeken te verzamelen. In totaal werden 427.939 geldige verzoeken bij de Kiesraad ingediend, meer dan de benodigde 300.000. De referendumvraag luidde:
Bent u voor of tegen de wet tot goedkeuring van de Associatieovereenkomst tussen de Europese Unie en Oekraïne?
61% van de opgekomen kiezers - oftewel, 2,5 miljoen stemgerechtigde Nederlanders - stemde tegen de wet. De opkomst was 32,2%, waarmee de kiesdrempel gehaald werd.

## Achtergrond
|                     | Tweede Kamer | Tweede Kamer | Eerste Kamer | Eerste Kamer |
| Partij              | Voor         | Tegen        | Voor         | Tegen        |
| ------------------- | ------------ | ------------ | ------------ | ------------ |
| VVD                 | 40           |              | 13           |              |
| PvdA                | 36           |              | 8            |              |
| SP                  |              | 15           |              | 9            |
| PVV                 |              | 12           |              | 9            |
| CDA                 | 13           |              | 12           |              |
| D66                 | 12           |              | 10           |              |
| CU                  | 5            |              | 3            |              |
| GL                  | 4            |              | 4            |              |
| SGP                 | 3            |              | 2            |              |
| 50+                 | 1            |              | 2            |              |
| PvdD                |              | 2            |              | 2            |
| OSF                 |              |              | 1            |              |
| Bontes/Van Klaveren |              | 2            |              |              |
| Kuzu/Öztürk         | 2            |              |              |              |
| Houwers             | 1            |              |              |              |
| Klein               | 1            |              |              |              |
| Van Vliet           | 1            |              |              |              |
| Totaal              | 119          | 31           | 55           | 20           |

Na onderhandelingen werd de Associatieovereenkomst tussen de Europese Unie en Oekraïne getekend op 27 juni 2014. In Nederland werd het verdrag met Oekraïne goedgekeurd door de Tweede Kamer op 7 april 2015. Het verdrag werd vastgelegd in de Wet van 8 juli 2015, houdende goedkeuring van de op 27 juni 2014 te Brussel tot stand gekomen Associatieovereenkomst tussen de Europese Unie en de Europese Gemeenschap voor Atoomenergie en haar lidstaten, enerzijds, en Oekraïne, anderzijds (Trb. 2014, 160).

## Initiatief
Het Burgercomité-EU was sinds de inwerkingtreding van de Wet raadgevend referendum op 1 juli 2015 op zoek naar een referendummogelijkheid met betrekking tot machtsoverdracht naar de Europese Unie. Hiervoor werd het Associatieverdrag gekozen. Het Burgercomité-EU zocht voor dit initiatief samenwerking met GeenStijl en het Forum voor Democratie, onder de naam GeenPeil.
Voor het houden van een referendum was allereerst een inleidend verzoek nodig met 10.000 handtekeningen, wat in augustus 2015 behaald werd. Eind september 2015 behaalden de initiatiefnemers ook de benodigde 300.000 handtekeningen voor het definitieve verzoek.
| Verzoek            | Inzendduur | Einddatum         | Drempel | Ingediend | Geldig  |
| ------------------ | ---------- | ----------------- | ------- | --------- | ------- |
| Inleidend verzoek  | 4 weken    | 6 augustus 2015   | 10.000  | 14.441    | 13.480  |
| Definitief verzoek | 6 weken    | 28 september 2015 | 300.000 | 472.849   | 427.939 |

### Beroep
Tegen het besluit van de Kiesraad om het referendum te houden over de Associatieovereenkomst met Oekraïne, werd beroep aangetekend door oud-advocaat Jeroen de Kreek bij de Raad van State. Hij stelde onder meer dat de ondersteuningsverklaringen onjuiste en onvolledige gegevens bevatten en dat alle elektronische formulieren die via de digitale applicatie van GeenPeil werden ingevuld, geen geldige handtekening zouden hebben. De Afdeling bestuursrechtspraak van de Raad van State verklaarde dit beroep echter niet-ontvankelijk, omdat De Kreek geen belanghebbende was. Niet-ontvankelijkheid brengt met zich mee dat de Afdeling bestuursrechtspraak in de uitspraak niet inhoudelijk is ingegaan op de bezwaren van De Kreek.

### Status van het verdrag
Door het slagen van de referendumactie kon Nederland het verdrag niet ratificeren. De ratificatie van alle EU-lidstaten, de EU, Euratom en Oekraïne was noodzakelijk voor inwerkingtreding van het verdrag. Een deel van het verdrag was al wel op 1 januari 2016 in werking getreden, vooral de clausules die betrekking hadden op de handel. Volgens minister van Buitenlandse Zaken Bert Koenders was zeventig procent van de artikelen in het verdrag (ongeveer 355 artikelen) reeds voorlopig in werking getreden op 1 januari.

## Organisatie van referendum

### Kosten en aantal stembureaus

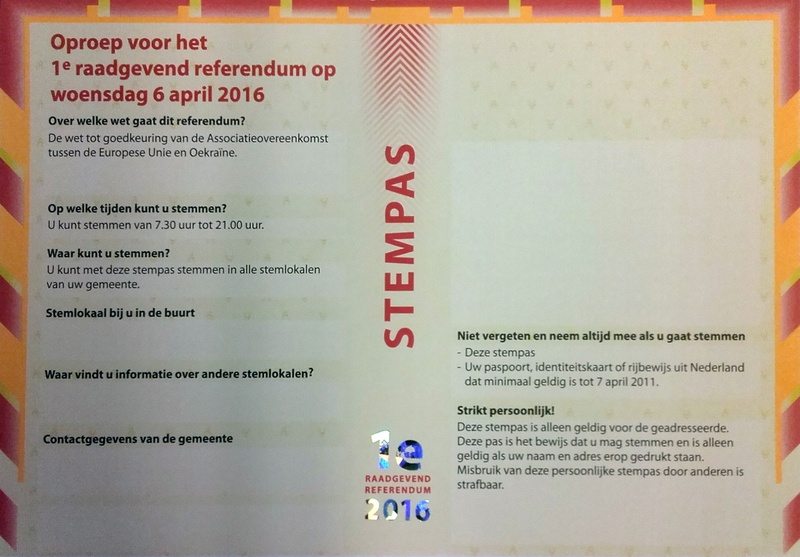
Stempas voor het referendum

Voor de organisatie van het referendum werd in eerste instantie een bedrag van 25 miljoen euro beschikbaar gesteld. Hiervan zou 5 miljoen naar de referendumcommissie gaan en 20 miljoen naar de Nederlandse gemeenten. De Vereniging van Nederlandse Gemeenten (VNG) gaf aan dat het bedrag waarschijnlijk niet voldoende is. Een amendement van Kamerleden Fatma Koşer Kaya (D66) en Ronald van Raak (SP) voor het verhogen van het bedrag in het gemeentefonds met 22,2 miljoen euro werd op 3 december 2015 verworpen. Ook een motie van de PVV-fractie in de Eerste Kamer voor het verhogen van het budget werd verworpen. Op 12 januari 2016 werd bekend dat minister van Binnenlandse Zaken en Koninkrijksrelaties Ronald Plasterk, na overleg met de VNG het bedrag in het gemeentefonds met 10 miljoen euro ging verhogen.
In de meeste gemeenten waren er minder stembureaus dan tijdens eerdere verkiezingen, ongeveer tien procent minder dan bij de Provinciale Statenverkiezingen. Volgens de gemeenten was dit om het referendum kostenefficiënt te organiseren. Begin maart werden twee rechtszaken gevoerd in gemeenten die het aantal stembureaus met meer dan dan de helft verminderden. De rechtbank Overijssel oordeelde in een bestuursrechtelijke zaak dat de gemeente Oldenzaal het aantal stembureaus mocht terugbrengen van 17 naar 5. De rechtbank Oost-Brabant daarentegen oordeelde in een civielrechtelijke zaak dat de gemeente Son en Breugel een onrechtmatige overheidsdaad beging door het aantal stembureaus terug te brengen van de gebruikelijke 10 naar 3 stembureaus en oordeelde dat er 7 moesten worden ingesteld.

### Subsidie
| Organisatie                                | Voor/tegen/neutraal | Bedrag |
| ------------------------------------------ | ------------------- | ------ |
| Foundation Max van der Stoel               | Voor                | 27.693 |
| Democraten 66                              | Voor                | 50.000 |
| GroenLinks                                 | Voor                | 11.000 |
| Jonge Socialisten in de PvdA               | Voor                | 50.000 |
| Stichting Forum voor Democratie            | Tegen               | 46.913 |
| PINK!                                      | Tegen               | 50.000 |
| Partij voor de Dieren                      | Tegen               | 50.000 |
| Stichting de Blauwe Tijger                 | Tegen               | 38.558 |
| Den Haag Centrum voor Strategische Studies | Neutraal            | 39.650 |
| Kieskompas                                 | Neutraal            | 49.950 |
| Instituut Clingendael                      | Neutraal            | 48.143 |

De referendumcommissie stelde twee miljoen beschikbaar voor de campagnes, waarvan ja'-campagnes en 'nee'-campagnes ieder in totaal 700.000 euro kregen en neutrale campagnes 600.000 euro. Na het verstrijken van de laatste deadline op 2 maart werd bekend dat de subsidie was verdeeld over 110 personen en organisaties. Er was voor meer dan vijf miljoen subsidie aangevraagd. 120 aanvragen werden niet toegekend omdat het budget overschreden was. Na afloop moesten aanvragers verantwoording afleggen aan de referendumcommissie over het gebruik van het subsidiegeld. De referendumcommissie besloot ten minste "bijna 300 duizend euro" terug te vorderen vanwege onjuist gebruik.

### Onafhankelijke waarnemers
GeenPeil stuurde op 3 december 2015 een brief naar de Organisatie voor Veiligheid en Samenwerking in Europa (OVSE) om te vragen of zij onafhankelijke waarnemers naar Nederland kan sturen. Zij vreesden voor een ondemocratisch verloop van het referendum, vanwege volgens hen onvoldoende stembureaus en dat enkele politieke partijen zich tegenstander hebben verklaard van het referendum. De OVSE liet op 19 januari 2016 echter weten geen waarnemers naar het referendum te sturen, vanwege gebrek aan middelen in die periode.
Op 26 januari stuurde GeenPeil opnieuw een verzoek naar de OVSE om waarnemers te sturen, omdat volgens GeenPeil Nederland niet voldeed aan richtlijnen van de Europese anticorruptiewerkgroep Groep van Staten tegen Corruptie. De gift van de Amerikaanse miljardair George Soros aan Stem voor Nederland zou volgens GeenPeil strijdig zijn met de richtlijn, die giften uit het buitenland aan een Nederlandse verkiezingscampagne aan banden zou moeten leggen of helemaal verbieden. Minister van Buitenlandse Zaken Bert Koenders informeerde de Tweede Kamer op 8 februari dat de OVSE definitief niet als waarnemer bij het referendum aanwezig zou zijn.

## Campagne

### Voorstanders

#### Politieke partijen

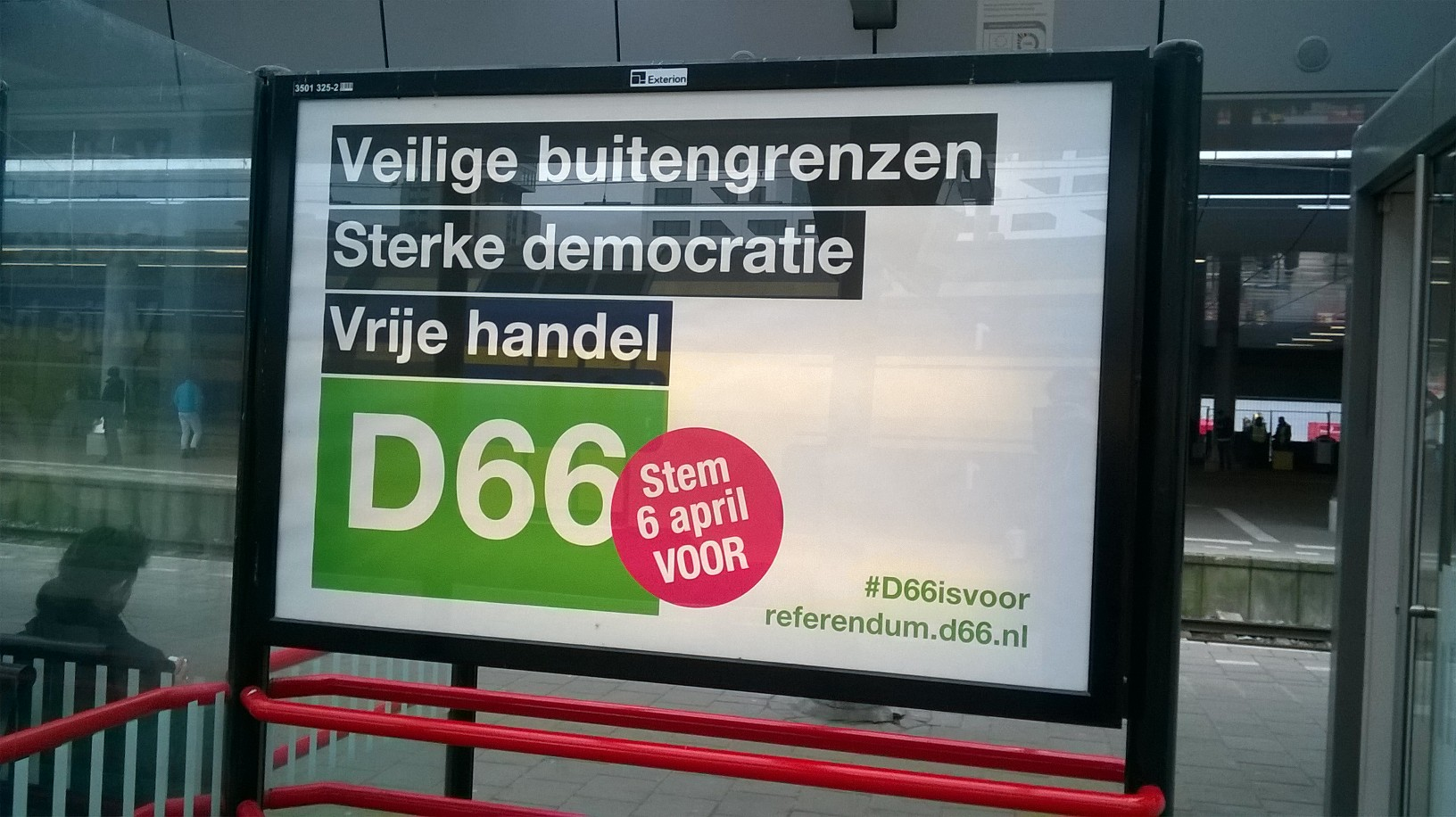
Campagneposter van D66

Regeringspartijen VVD (principieel tegen het referendum als politiek instrument) en PvdA, alsmede CDA, kondigden aan geen "grootschalige campagne" te gaan voeren. De regeringspartijen zeiden wel te zullen deelnemen aan debatten over het referendum, waarbij ze "actief [uitdroegen] wat volgens hen het antwoord moet zijn, namelijk 'ja'".
D66 was voor het verdrag en zei een 'ja'-campagne te gaan voeren. De campagne werd geleid door Kamerlid Kees Verhoeven. GroenLinks was ook voorstander van het verdrag. De ChristenUnie was ook voor het associatieverdrag, maar tégen het raadgevend referendum. Toch spoorde zij haar achterban aan om te gaan stemmen.

#### Andere organisaties
De 'ja'-campagne werd geleid door de stichting Stem voor Nederland, opgericht door de conservatieve Nederlandse politiek activist Joshua Livestro, hoofdredacteur van weblog Jalta.nl, en voormalig PvdA-voorzitter Michiel van Hulten, werkzaam als lobbyist in Brussel. Op 22 januari 2016 werd bekend dat miljardair George Soros via zijn Open Society Foundations 200.000 euro had geschonken aan Stem voor Nederland. Stem voor Nederland zag haar subsidieaanvraag geretourneerd door de referendumcommissie als gevolg van ontbrekende handtekeningen op het aanvraagformulier.

#### Internationaal
De Oekraïense president Petro Porosjenko zei in november 2015 - tijdens een staatsbezoek aan Nederland - in een interview met NRC Handelsblad dat het referendum "koren op de molen van Poetin" was. Het referendum zou, aldus Porosjenko, "bewust of onbewust de Russische agressie in de kaart spelen." De Oekraïense president zei het idee te verafschuwen "dat de Nederlanders gijzelaars worden van een politiek spel." En: "Iedereen moet weten dat een stem in het referendum ook een stem is voor of tegen de Oekraïners die hun leven hebben gegeven voor Europese waarden." Porosjenko zei na overleg met minister-president Mark Rutte dat een eventueel 'nee' niet het einde van het associatieverdrag zal betekenen. "Niemand kan ons tegenhouden. Het is voor ons het laatste afscheid van de Sovjet-Unie, van het communisme," aldus de Oekraïense president.
De Oekraïense minister van financiën Natalie Jaresko zei in een interview met NRC Handelsblad (gepubliceerd op 30 maart 2016) dat "een overwinning van het Nee-kamp geen enkel gevolg zal hebben voor Oekraïne." Jaresko zei dat er in haar land een "breed gedragen" beslissing is genomen, die "de weg naar hervormingen van Oekraïne niet zal blokkeren." Volgens Jaresko gaat Oekraïne "hoe dan ook" door met het verdrag, "ongeacht de uitkomst in Nederland."
Voorzitter van de Europese Commissie Jean-Claude Juncker waarschuwde in een interview met NRC Handelsblad op 9 januari 2016 dat een Nederlands 'nee' de "deur kan openen naar een grote continentale crisis." Ook volgens Juncker speelt het referendum Rusland in de kaart, en is het koren op de molen "van populisten die de EU willen opblazen." De EU-voorzitter zei te hopen dat "de Nederlanders niet nee zullen zeggen om redenen die niets met het verdrag zelf te maken hebben." Tijdens de zevende Schmelzer-lezing in Den Haag op 3 maart herhaalde Juncker zijn waarschuwing. Volgens Juncker zou een Nederlands 'nee' tot "destabilisering in Europa" leiden. Juncker benadrukte dat het verdrag niet gaat om toetreding van Oekraïne tot de EU. Enige uitbreiding van de EU zou momenteel niet aan de orde zijn: Juncker gaf te kennen dat uitbreiding van de EU in het verleden te gehaast is verlopen.
De Amerikaanse regering was officieel neutraal over het referendum; volgens de Amerikaanse ambassade was het "een Nederlandse aangelegenheid." Begin februari werd er door de Amerikaanse ambassade een persreis georganiseerd voor Nederlandse journalisten in Oekraïne, officieel "om te zien hoe Oekraïne ervoor staat, bijna twee jaar na de Maidan-opstand en de Revolutie van de Waardigheid." Onder andere journalisten van De Telegraaf, het Algemeen Dagblad en het Reformatorisch Dagblad gingen in op de Amerikaanse uitnodiging. De journalisten spraken met politici, wetenschappers en vertegenwoordigers van het bedrijfsleven. Ook president Porosjenko werd geïnterviewd.
Herman Van Rompuy, voormalig voorzitter van de Europese Raad en indertijd nauw betrokken bij de totstandkoming van het associatieverdrag, zei in een interview met het dagblad Trouw dat een 'nee' een "blamage zou zijn voor de Nederlandse regering." Volgens Van Rompuy hadden de Nederlandse regering en het parlement al ingestemd met het akkoord, en zou een afwijzing "Nederland tot een minder betrouwbare partner maken." De Maidan-opstand zou zijn begonnen naar aanleiding van het associatieverdrag, aldus de voormalig voorzitter. "Als we nu de (Europese) steun intrekken, is Oekraïne verloren."

### Tegenstanders

#### Politieke partijen
PVV, SP, Partij voor de Dieren en VNL waren tegenstander van het verdrag en zeiden een 'nee'-campagne te gaan voeren. Kamerlid Harry van Bommel, die de campagne leidde, zei 1.750 SP-leden te willen mobiliseren om campagne te voeren.
Volgens SP-Kamerlid Jasper van Dijk bevat artikel 89 lid 2 van het associatieakkoord een frase die de invoering van de investeringsbescherming ISDS mogelijk maakt. Een dergelijke investeringsbescherming maakt het bedrijven mogelijk om een overheid aan te klagen op basis van internationale wetgeving. Van Dijk noemde de ISDS een "Trojaans paard," omdat ze afbreuk zou doen aan sociale wetgeving en alleen in het belang van multinationals zou zijn. De SP eiste dat de clausule uit het verdrag geschrapt werd.

#### Andere organisaties
De denktank Forum voor Democratie onder leiding van publicist en jurist Thierry Baudet, mede-initiatiefnemer van de referendumaanvraag, voerde een 'nee'-campagne. Volgens Baudet werd Oekraïne met het verdrag "slachtoffer van de imperialistische politiek van de EU." Op 5 februari 2016 werd bekend dat Baudet samen met ondernemer Erik de Vlieger een kort geding tegen minister van Binnenlandse Zaken Ronald Plasterk ging aanspannen. Inzet was onder andere om de voorlopige implementatie van een groot gedeelte van het associatie-akkoord stop te zetten. Ook zou duidelijk moeten worden gemaakt dat Nederland het verdrag nog niet had geratificeerd, ondanks berichten van de EU en van de Oekraïense president Porosjenko dat dat wel het geval was. Het kort geding diende op 8 maart in Den Haag. Plasterk werd door de rechter in het gelijk gesteld, en hij hoefde geen extra stembureaus in te stellen. Volgens de rechter kon niet vastgesteld worden dat gemeenten in hun taak tekortschoten.
Het Burgercomité-EU, mede-initiator van het referendum, was tegenstander van het associatie-akkoord. Tegelijkertijd gaf voorzitter Arjan van Dixhoorn op 31 maart 2016 echter toe dat Oekraïne de initiatiefnemers "niets [kon] schelen." Volgens Van Dixhoorn wilde het Burgercomité-EU via het referendum een proteststem laten horen tegen de Europese Unie, en tegen het Nederlands lidmaatschap van de EU. Het referendum was voor het Burgerforum een "mogelijkheid om de relatie tussen Nederland en de EU onder spanning te zetten." Het associatie-akkoord met Oekraïne was het eerste referendabele wetsvoorstel dat met de Europese Unie te maken had, aldus het Burgercomité. D66-Kamerlid Kees Verhoeven noemde de uitspraken van het Burgercomité "bizar en schokkend." "De ontmaskering is compleet," aldus Verhoeven.

#### Internationaal
De Russische minister van Buitenlandse Zaken Lavrov gaf na ondertekening van het verdrag op 27 juni 2014 aan dat de Russische regering het zal respecteren, hoewel zij sterk gekant is tegen het verdrag. Gesprekken tussen de Europese Unie en Moskou om de zorgen van Rusland over het verdrag weg te nemen, liepen op 21 december 2015 spaak. Op 16 januari 2016 meldde de Britse krant de Telegraph dat Amerikaanse veiligheidsdiensten onderzoek deden naar "Russische invloed op het referendum." Volgens de krant vermeldden "bronnen" dat "argumenten die gebruikt werden vóór het referendum erg lijken op Russische propaganda."
Het Russische ministerie van Buitenlandse Zaken wees de "paranoïde" aantijgingen van de hand. Volgens het ministerie was het referendum een "natuurlijke reactie op het buitenlandbeleid van de EU, dat geen rekening houdt met de publieke opinie in de afzonderlijke lidstaten." Moskou bekritiseerde het verminderen van het aantal stembureaus en de "tegenwerking van het referendum door de Nederlandse regering."
De Britse UKIP-Europarlementariër Nigel Farage kondigde eind februari aan dat hij het 'nee'-kamp steunde. Farage woonde op 4 april een debatavond bij in Volendam, op uitnodiging van VNL. Hij zei te hopen dat een Nederlands 'nee' invloed zal hebben op het Britse referendum over het EU-lidmaatschap, dat op 23 juni 2016 gehouden wordt.

### Neutraal
Stichting GeenPeil (onder leiding van GeenStijl-blogger Bart Nijman) wilde een neutrale campagne voeren. De stichting zette zich met name in voor een hoge opkomst, en wilde daarvoor 1.500 vrijwilligers (het Leger des Peils) inzetten. GeenPeil vroeg subsidie aan bij de referendumcommissie, maar zag haar aanvraag in eerste instantie afgekeurd. Daarop besloot zij om de aanvraag stop te zetten. GeenPeil hoopte via crowdfunding geld op te halen om de campagne te bekostigen.

## Opiniepeilingen
| Peildata              | Voor | Tegen | Onbeslist                         | Opkomst      | Grootte steekproef | Uitgevoerd door                           |
| --------------------- | ---- | ----- | --------------------------------- | ------------ | ------------------ | ----------------------------------------- |
| 30 mrt. 2016          | 43%  | 57%   | -                                 | minstens 29% | 2.382              | I&O Research                              |
| 30 mrt. - 1 apr. 2016 | 25%  | 40%   | 11% voor; 12% tegen; 13% w.n.     | onbekend     | 27.253             | EenVandaag                                |
| 23-30 mrt. 2016       | 36%  | 54%   | 10%                               | minstens 32% | onbekend           | TNS NIPO                                  |
| 13-20 mrt. 2016       | 40%  | 60%   | n.v.t.                            | ?            | 3000+              | Peil.nl                                   |
| 3-7 mrt. 2016         | 33%  | 44%   | 23%                               | minstens 37% | 2.510              | I&O Research                              |
| 19-22 feb. 2016       | 19%  | 30%   | 14% wschl. voor, 15% wschl. tegen | n.v.t.       | 29.650             | EenVandaag                                |
| 29 jan.-8 feb. 2016   | 32%  | 38%   | 30%                               | minstens 32% | 2.388              | I&O Research                              |
| 1-7 feb. 2016         | 40%  | 60%   | n.v.t.                            | minstens 26% | 3.000+             | Peil.nl                                   |
| 12-21 jan. 2016       | 31%  | 38%   | 31%                               | minstens 34% | 2.550              | I&O Research (i.s.m. Universiteit Twente) |
| 18–28 dec. 2015       | 13%  | 51%   | 13% wschl. voor, 23% wschl. tegen | minstens 53% | 27.151             | EenVandaag                                |
| 3-20 dec. 2015        | 25%  | 41%   | 34%                               | minstens 28% | 3.490              | I&O Research (i.s.m. Universiteit Twente) |

## Dreigvideo
Op 18 januari 2016 verscheen er op YouTube een video waarin zes gemaskerde mannen dreigen met aanslagen in Nederland als er op 6 april 'nee' wordt gestemd. De mannen doen zich voor als leden van het extremistische Azovbataljon. De Oekraïense regering en de leiding van het Azovbataljon ontkenden onmiddellijk iedere betrokkenheid: volgens hen was het filmpje - waarin ook de Nederlandse vlag verbrand wordt - "nep" en "in Rusland gefabriceerd". De commandant van het Azovbataljon Andri Djatsjenko benadrukte dat het bataljon altijd via officiële kanalen bericht en wees erop dat de uniformen en de getoonde wapens niet overeenkomen met die van het bataljon. De Oekraïense minister van Binnenlandse Zaken Arsen Arsakov noemde het filmpje "een provocatie" en de Nationale Veiligheids- en Verdedigingsraad schaarde het onder "hybride oorlogsvoering".
Op 3 april 2016 verscheen er een rapport van onderzoekscollectief Bellingcat, waarin werd betoogd dat de dreigvideo waarschijnlijk uit Rusland komt, meer specifiek uit Sint-Petersburg. Daar bevindt zich een vereniging, het Internet Research Agency, die Russische jongeren betaalt om pro-Russische en antiwesterse boodschappen te verspreiden via het internet. Volgens Bellingcat is de video dus niet het werk van individuele internettrollen, maar van een Russisch netwerk.

## Uitslag

Voorlopige uitslag per gemeente volgens de NOS. In het rood een meerderheid tegenstanders; in het groen een meerderheid voorstanders.

De opkomstdrempel werd gehaald, met 32,28%. Daarmee was de uitslag van het referendum geldig. Van de opgekomen kiezers stemde 61% tegen het verdrag; dat is bijna 20% van de kiesgerechtigden.
| Keuze                        | Aantal stemmen | %      |
| ---------------------------- | -------------- | ------ |
| Voor                         | 1.571.874      | 38,21  |
| Tegen                        | 2.509.395      | 61,00  |
| Blanco                       | 32.344         | 0,79   |
| Geldige stemmen              | 4.113.613      | 100,00 |
| Ongeldig                     | 38.000         | 0,92   |
| Uitgebrachte stemmen/opkomst | 4.151.613      | 32,28  |
| Stemgerechtigden             | 12.862.658     |        |

### Nationaal Referendum Onderzoek
Stichting Kiezersonderzoek Nederland, dat normaal het Nationaal Kiezersonderzoek organiseert, organiseerde rond het referenddum het Nationaal Referendum Onderzoek. Het onderzoek vond dat vrouwen en jongeren minder vaak stemden, maar niet anders stemden. Hoogopgeleide kiezers stemden vaker voor, maar universitaire opgeleiden stemden minder vaak. Voorstanders van het verdrag stemden vaker dan tegenstanders. Het aantal strategische niet-stemmers was volgens het onderzoek ook niet doorslaggevend en had naar schatting de uitslag veranderd in ongeveer 57% tegenstemmers. Problemen met stembureaus werden zelden genoemd als reden om niet te stemmen.
Het onderzoek vroeg ook naar de redenen voor kiezers om voor of tegen het verdrag te stemmen.
| Belangrijke redenen om voor te stemmen | Belangrijke redenen om voor te stemmen | Belangrijke redenen om tegen te stemmen       | Belangrijke redenen om tegen te stemmen |
| Reden                                  | Percentage                             | Reden                                         | Percentage                              |
| -------------------------------------- | -------------------------------------- | --------------------------------------------- | --------------------------------------- |
| Steun voor (bevolking in) Oekraïne     | 37,7                                   | De corruptie in Oekraïne                      | 34,1                                    |
| Economisch voordelig                   | 21,0                                   | Angst dat Oekraïne lid wordt van de EU        | 16,6                                    |
| Stemrecht                              | 7,9                                    | Stem tegen de EU                              | 7,5                                     |
| Tegen Rusland en Poetin                | 7,2                                    | Poetin en Rusland niet tegen de borst stuiten | 4,5                                     |
| Voor de EU                             | 6,7                                    | Stem tegen de regering                        | 3,2                                     |
| Tegen de organisatoren                 | 1,5                                    | Stemrecht                                     | 2,3                                     |

## Gevolgen

### Ratificatie
|                     | Tweede Kamer | Tweede Kamer | Eerste Kamer | Eerste Kamer |
| Partij              | Voor         | Tegen        | Voor         | Tegen        |
| ------------------- | ------------ | ------------ | ------------ | ------------ |
| VVD                 | 40           |              | 13           |              |
| PvdA                | 34           |              | 8            |              |
| SP                  |              | 14           |              | 9            |
| PVV                 |              | 11           |              | 9            |
| CDA                 |              | 12           | 9            | 3            |
| D66                 | 12           |              | 10           |              |
| CU                  |              | 5            | 3            |              |
| GL                  | 3            |              | 4            |              |
| SGP                 | 3            |              | 2            |              |
| 50+                 |              | 1            |              | 2            |
| PvdD                |              | 2            |              | 2            |
| OSF                 |              |              | 1            |              |
| Bontes/Van Klaveren |              | 2            |              |              |
| Kuzu/Öztürk         |              | 2            |              |              |
| Houwers             |              | 1            |              |              |
| Klein               |              | 1            |              |              |
| Van Vliet           | 1            |              |              |              |
| Monasch             |              | 1            |              |              |
| Totaal              | 93           | 52           | 50           | 25           |

Ruim voor de verkiezing hadden partijen met een meerderheid in de Tweede Kamer verklaard de uitslag van het referendum te respecteren. Op de verkiezingsavond zei premier Rutte dat Nederland het verdrag bij de overwinning van de tegenstanders "niet zonder meer" zou tekenen. Nederland zette bij de Europese Unie in op een aanvulling op het akkoord, waarmee tegemoet gekomen kon worden aan bezwaren van de tegenstanders. De discussie hierover binnen de EU werd uitgesteld, om eenheid uit te stralen in de aanloop naar het Brexitreferendum van juni 2016. Tegelijkertijd zocht het kabinet op voorhand steun bij de oppositie, die nodig is voor een meerderheid in de Eerste Kamer, maar kreeg deze niet. Door het gebrek aan steun werden voorbereidingen getroffen voor een intrekkingswet. Dit werd geheim gehouden, om de relaties met Oekraïne niet te beschadigen in het MH17-onderzoek. De Tweede Kamer nam eind september 2016 een motie aan, met 1 november 2016 als deadline voor een kabinetsreactie op de uitslag van het referendum.
Tijdens een EU-top op 20 oktober 2016 werd door andere regeringsleiders druk op Rutte uitgeoefend om toch het verdrag te ratificeren. Het kabinet zette nu in op het overhalen van D66, ChristenUnie, GroenLinks en, in het bijzonder, CDA om toch voor het verdrag te stemmen. Na veel druk kreeg het kabinet voldoende signalen vanuit de Eerste Kamer om ratificatie toch mogelijk te maken. Vlak voor de deadline op 31 oktober maakte Rutte bekend te willen onderhandelen over het verdrag en geen intrekkingswet in te dienen.
Vanaf dat moment werd met de Europese Unie onderhandeld over een bindende verklaring. Daarin werd vastgelegd dat er geen militaire hulp en extra geld naar Oekraïne gaat en dat het verdrag Oekraïne geen kandidaat-EU-lid maakt. Tijdens een EU-top op 15 december 2016 stemden de EU-landen in met deze verklaring. Na deze verklaring stemde de Tweede Kamer op 21 februari en de Eerste Kamer op 30 mei 2017 voor het Oekraïneverdrag.

### Evaluatie Kiesraad
De Kiesraad kwam op 2 juni 2016 met een evaluatie over het verloop van het referendum. De raad was kritisch, vooral op de manier waarop de handtekeningen ter verzoek van het referendum ingeleverd dienden te worden, die door de raad "omslachtig, niet erg klantvriendelijk en niet efficiënt" werd genoemd. Onder de "weeffouten en onvolkomenheden" van het referendum viel verder de onmogelijkheid voor de Kiesraad om de ingezamelde handtekeningen te controleren op echtheid, de vrijheid die gemeenten hadden om naar eigen inzicht stemhokjes te plaatsen en de onduidelijkheid van het stembiljet. Ook had de Kiesraad kritiek op de opkomstdrempel, die volgens hen thuisblijven in de hand zou werken.